# Черноголовка обыкновенная
Черноголо́вка обыкнове́нная (лат. Prunélla vulgáris) — растение семейства Яснотковые (Lamiaceae), типовой вид рода Черноголовка (Prunella). В ряде источников упоминается как горловинка, или горлянка.

## Ботаническое описание

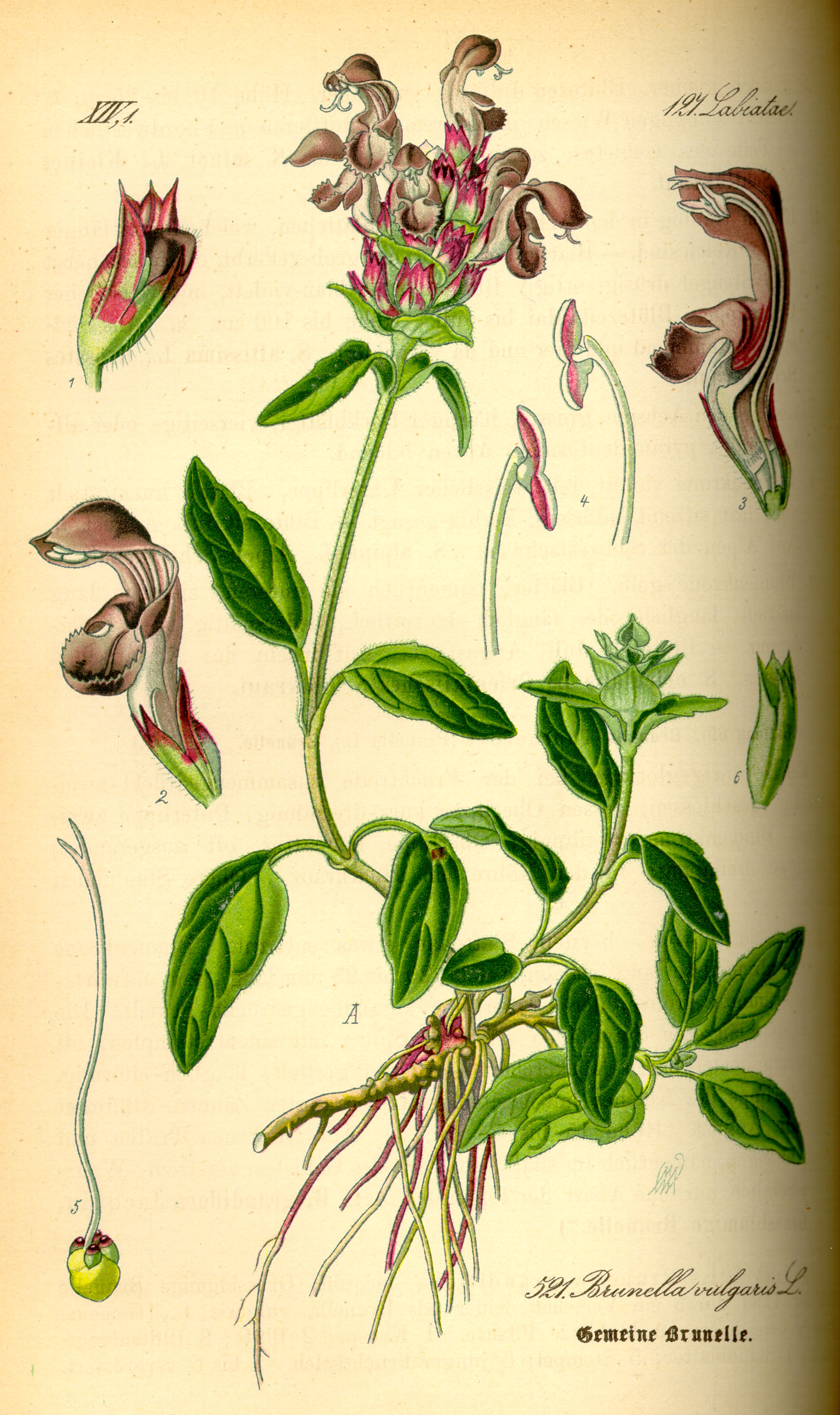

Черноголовка обыкновенная — многолетнее растение с ползучим корневищем. Стебли при основании восходящие, высотой 15—30 см, в верхней части волосистые.
Листья верхней пары сидячие или почти сидячие, остальные — на черешках. Листовые пластинки продолговато-яйцевидные, тупые, цельнокрайные или неяснозубчатые.
Цветки в ложных мутовках, на коротких ножках. Они собраны в верхушечные, густые, колосовидные соцветия. Прицветники широкояйцевидные или почти округлые, часто тёмно-пурпурные. Чашечка двугубая, с короткими острыми зубчиками, венчик также двугубый, фиолетового цвета, в 1,5—2 раза длиннее чашечки, с прямой трубкой, с волосистым кольцом внутри. Верхняя губа венчика шлемовидная.
Плоды — яйцевидные, трёхгранные, блестящие орешки.

## Распространение и экология
Ареал вида включает в себя Россию,Украину,Белоруссию, охватывает Малую Азию, Иран, Индию, Китай, Монголию, Японию, Северную Америку, Северную Африку, Австралию.
Растёт в светлых лесах, на лугах, в кустарниковых зарослях, по берегам рек, озёр (как сорняк), по краям болот.

## Значение и применение
Растение содержит витамин C, благодаря чему используется в народной медицине как кровоостанавливающее средство и при простуде.
Исследование противоопухолевых свойств лекарственных растений показало, что урсоловая кислота и карофиллин, содержащиеся в черноголовке, подавляют рост и распространение различных видов рака.
Медовая продуктивность в условиях Западной Сибири 8 кг/га.

## Классификация

### Таксономия
Prunella vulgaris L., 1753, Sp. Pl. : 600
Вид Черноголовка обыкновенная относится к роду Черноголовка (Prunella) семейства Яснотковые (Lamiaceae) порядка Ясноткоцветные (Lamiales). Таксономическая схема в соответствии с Системой APG IV по состоянию на декабрь 2023 года:
|  |                                      |  |                                   |                                   |                      |  | ещё 23 семейства | ещё 23 семейства |                               |  |                          |  | еще 12 подтвержденных видов и 17 таксонов, ожидающих подтверждения | еще 12 подтвержденных видов и 17 таксонов, ожидающих подтверждения |  |
|  |                                      |  |                                   |                                   |                      |  | ещё 23 семейства | ещё 23 семейства |                               |  |                          |  | еще 12 подтвержденных видов и 17 таксонов, ожидающих подтверждения | еще 12 подтвержденных видов и 17 таксонов, ожидающих подтверждения |  |
|  |                                      |  |                                   | порядок Ясноткоцветные            |                      |  |                  |                  | род Черноголовка              |  |                          |  |                                                                    |                                                                    |  |
|  |                                      |  |                                   | порядок Ясноткоцветные            |                      |  |                  |                  | род Черноголовка              |  | 5 внутривидовых таксонов |  |                                                                    |                                                                    |  |
|  | отдел Цветковые, или Покрытосеменные |  |                                   |                                   | семейство Яснотковые |  |                  |                  | вид Черноголовка обыкновенная |  |                          |  |                                                                    |                                                                    |  |
|  | отдел Цветковые, или Покрытосеменные |  |                                   |                                   |                      |  |                  |                  |                               |  |                          |  |                                                                    |                                                                    |  |
|  |                                      |  | ещё 63 порядка цветковых растений | ещё 63 порядка цветковых растений |                      |  |                  | ещё 268 родов    | ещё 268 родов                 |  |                          |  |                                                                    |                                                                    |  |
|  |                                      |  |                                   | ещё 63 порядка цветковых растений |                      |  |                  |                  | ещё 268 родов                 |  |                          |  |                                                                    |                                                                    |  |

### Внутривидовые таксоны
- Prunella vulgaris subsp. asiatica (Nakai) H.Hara
- Prunella vulgaris subsp. estremadurensis Franco
- Prunella vulgaris subsp. hispida (Benth.) Hultén
- Prunella vulgaris subsp. lanceolata (W.P.C.Barton) Piper & Beattie
- Prunella vulgaris subsp. vulgaris

### Синонимы
- Prunella parviflora Lej.
- Prunella pennsylvanica Bigelow
- Prunella scaberrima auct.
- Prunella vulgaris f. vulgaris
- Prunella vulgaris var. albiflora Tinant
- Prunella vulgaris var. capitellata (Beck) Nyman
- Prunella vulgaris var. japonica Kudô
- Prunella vulgaris var. leucantha Schur ex L.H.Bailey
- Prunella vulgaris var. parviflora (Gilib.) J.W.Moore
- Prunella vulgaris var. recta Tinant
- Prunella vulgaris var. vulgaris